# Stadio Georgi Asparuhov

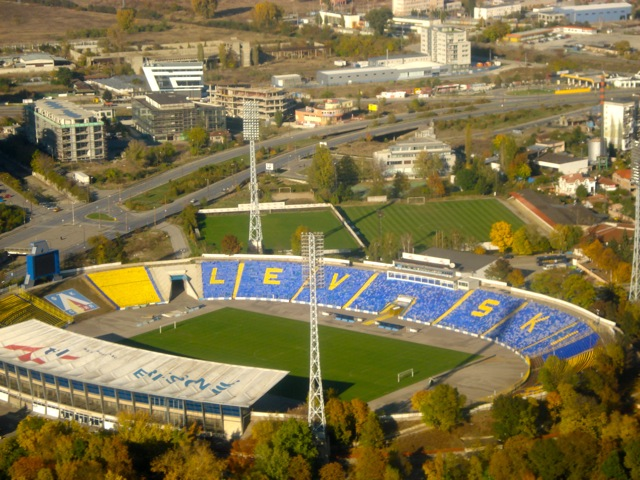
Veduta aerea dello stadio nel 2010

Lo stadio Georgi Asparuhov (in bulgaro Стадион „Георги Аспарухов“?), già stadio Levski, è uno stadio situato a Sofia, in Bulgaria. Inaugurato nel 1960, ospita le partite casalinghe del Levski Sofia. Ha una capienza di 29 200 posti a sedere. 
Prende il nome da Georgi Asparuhov, calciatore morto nel 1971 in un incidente d'auto. 

## Storia

### Origini
Il Levski Sofia aveva già giocato le partite casalinghe in due stadi diversi. Dal 1936 al 1949 il club aveva un proprio campo di calcio chiamato Igrište Levski (in bulgaro Игрище "Левски"?, "campo di calcio Levski") e situato nel centro della città al posto dell'attuale  stadio nazionale Vasil Levski. Quando all'inizio degli anni '50 iniziò la costruzione di un nuovo stadio nazionale il Levski Sofia fu infine trasferito allo stadio Junak e iniziò a condividerlo con diverse altre squadre di calcio cittadine. Negli anni successivi la squadra di calcio del Levski fu nuovamente trasferita per utilizzare un altro campo nella capitale, in particolare un campo da calcio nel quartiere Ivan Vazov di Sofia, al posto dell'attuale complesso di piscine dello Spartak Sofia.

### Costruzione e primi anni
Alla fine degli anni '50 al club fu concesso un sito dove avrebbe potuto essere costruito un nuovo stadio. La costruzione iniziò nel 1960 e il nuovo stadio, progettato da Lazar Paraškevanov, fu costruito in tre anni. Il suo nome ufficiale era stadio Levski (in bulgaro Стадион "Левски"?, Stadion Levski), ma i tifosi lo soprannominarono Gerena dal nome del quartiere in cui fu costruito. Il campo fu inaugurato il 10 marzo 1963, quando il Levski Sofia ospitò una partita del campionato bulgaro contro lo Spartak Pleven, vincendo per 4-0. Lo stadio aveva allora un campo in erba di dimensioni 110 x 80 m, una pista di atletica, una capienza di 38 000 posti a sedere e ulteriori gradinate per gli spettatori in piedi. La tribuna principale dello stadio era coperta.
Molte opere furono avviate nello stadio nel 1969 dopo l'unificazione delle società sportive e calcistiche Levski Sofia e Spartak Sofia. Nuovi impianti sportivi furono costruiti all'interno e intorno allo stadio, trasformandolo in uno stadio multiuso che ospita altri eventi sportivi tra cui ginnastica, boxe, sollevamento pesi e pallavolo. A est dello stadio è stato costruito anche un centro di allenamento con quattro campi in erba.
Nel 1986 fu installato un tabellone segnapunti sopra la tribuna nord dello stadio e furono eretti quattro piloni dei proiettori.
Nel 1990 lo stadio fu intitolato a Georgi Asparuhov, attaccante del Levski Sofia morto in un incidente stradale nel 1971 insieme al compagno di squadra Nikola Kotkov. Oggi un monumento a Georgi Asparuhov è eretto accanto all'ingresso ufficiale della tribuna principale.

### Conversione di tutti i posti in posti a sedere
Nel 1992 l'impianto fu chiuso per un'importante ricostruzione che lo avrebbe trasformato in uno stadio con soli posti a sedere, consentendo infine di giocarvi partite di calcio internazionali. Durante la ristrutturazione il Levski disputò le partite casalinghe allo stadio nazionale Vasil Levski. La ricostruzione dello stadio Georgi Asparuhov, tuttavia, fu ritardata più volte tra il 1993 e il 1997 a seguito della crisi economica e dell'iperinflazione in Bulgaria. Nel 1998, con il sostegno dei tifosi del Levski Sofia, fu istituito un fondo per lo sviluppo dello stadio per finanziare la ristrutturazione dell'impianto. La ricostruzione dello stadio si concluse definitivamente nel 1999. Il rinnovato impianto fu inaugurato il 5 maggio 1999  in occasion e della partita decisiva di campionato tra Levski Sofia e Liteks Loveč, conclusasi con il risultato di 0-0. Anche la pista di atletica fu rimossa per ampliare le dimensioni del campo. Con tutte le tribune ricostruite sotto forma di gradinate con soli posti a sedere, la capacità dello stadio fu infine ridotta a 29 500 posti.

### Riqualificazione del XXI secolo
Nel 2006 un nuovo tabellone segnapunti fu installato in una cornice a forma di lettera cirillica L (Л), che rappresenta il simbolo del Levski Sofia. Alla fine del 2007 fu sostituito il manto erboso e furono installati nuovi sistemi di irrigazione, drenaggio e riscaldamento.
Nel 2011 emersero piani per una riqualificazione completa dello stadio. Tra febbraio e maggio 2011 la tribuna dei tifosi ospiti fu ristrutturata in seguito ad atti vandalici compiuti durante il derby di Sofia. Nella pausa estiva del 2011 una ristrutturazione simile fu effettuata per adeguare la tribuna del settore B, sede del tifo organizzato. Ulteriori piani includevano una ricostruzione iniziale della tribuna del settore V, dopo di che la tribuna centrale del settore A sarebbe stata demolita e ricostruita.
Nel dicembre 2012 i dirigenti del Levski presentarono un progetto di riqualificazione dello stadio. Inizialmente previsto per essere eseguito in tre fasi, a partire dal settore A, con la capacità stimata della sede che, a ricostruzione completa avvenuta, si attestava tra 28 000 e 30 000 posti.
Nel febbraio 2013 la tribuna del settore A fu demolita e il 5 luglio 2013 iniziò la costruzione di una nuova tribunaal suo posto. La nuova tribuna riqualificata avrebbe dovuto diventare la tribuna principale dello stadio, con aree parcheggio, spogliatoi, strutture per i media e posti a sedere, aree VIP, strutture per telecamere. La capienza della nuova tribuna avrebbe dovuto attestarsi sulle 6 000 persone e sarebbe stata completata per il centenario del Levski nel maggio 2014.
Il 23 aprile 2016, dopo diversi ritardi, fu aperta la nuova tribuna, in occasione della partita casalinga del Levski contro il Ludogorec. Nello stesso giorno fu inaugurato il negozio ufficiale del club presso lo stadio e furono annunciati programmi per la ricostruzione completa delle altre tribune.
Nel febbraio 2017 lo stadio fu ridenominato Vivacom Arena - Georgi Asparuhov per ragioni di sponsorizzazione, secondo una accordo della durata di sei anni con l'azienda bulgara di telecomunicazioni Vivacom.